# Ígor Serguéyev
Ígor  Dmítrievich Serguéyev (en ruso: Игорь Дмитриевич Сергеев; Lysychansk, RSS de Ucrania; 20 de abril de 1938 - Moscú; 10 de noviembre de 2006) fue un oficial militar soviético que llegó a ser ministro de Defensa de Rusia. Fue el primero y, hasta la fecha, el único en recibir el título de Mariscal de la Federación de Rusia.

## Biografía
Sirvió brevemente en la Marina, para ser luego transferido al Ejército, donde pasó la mayor parte de su carrera en la sección de Fuerzas de cohetes estratégicos, sector del que se convirtió en comandante en jefe de dichas fuerzas en 1992. Desde su puesto, Serguéyev era el máximo responsable de la custodia y aseguramiento de las armas nucleares de la antigua Unión Soviética.
En 1997 fue nombrado ministro de Defensa en el Gobierno del presidente Borís Yeltsin. Fue ascendido a Mariscal de la Federación de Rusia el 21 de noviembre de 1997, siendo el único oficial militar ruso en alcanzar ese rango. Serguéyev aceptó la reforma dentro de un presupuesto limitado bajo control político civil, entre ellos la reducción de establecimientos y academias militares, algo que se había mantenido inalterable desde la época soviética. 
A varias divisiones del ejército se les otorgó el estatus de "preparación permanente", lo que les iba a proporcionar hasta un 80% de dotación y el 100% de equipo. Serguéyev dirigió la mayoría de sus esfuerzos hacia la promoción de los intereses de las fuerzas de cohetes estratégicos. Todas las fuerzas espaciales militares fueron absorbidas por las Fuerzas estratégicas de cohetes, y el Cuartel General de las Fuerzas Terrestres fue abolido. Las Fuerzas Aerotransportadas sufrieron algunas reducciones, mientras que la Infantería Naval solo escapó debido a su desempeño competente en Chechenia. Gran parte del dinero de adquisición disponible se invirtió en la compra de nuevos cohetes.
El 7 de mayo de 2000, fue reafirmado en su puesto por el nuevo presidente de la Federación rusa, Vladímir Putin, actuando bajo el mando del Gobierno de Mijaíl Kasiánov. En julio de ese mismo año, en el curso de una revisión radical de la estrategia de Rusia en el ámbito de la seguridad nacional, llegó a destacar por ser un importante partidario de la idea de que la defensa del sistema del país debe tener en cuenta el papel de las fuerzas nucleares estratégicas. 
Fue destituido de su cargo en marzo de 2001, siendo reemplazado por Serguéi Ivanov. Falleció en Moscú a consecuencia de una leucemia el 10 de noviembre de 2006.